# Nessaea
Nessaea é o gênero de borboletas ninfaides encontradas no reino Neotropical. Ao contrário de praticamente todas as outras borboletas com coloração azul, as cores azuis neste género são devidas a pigmentação [pterobilina (biliverdina IXγ)] em vez de iridescência (por exemplo, espécies de Morpho).

## Espécies
- Nessaea aglaura (Doubleday, [1848]) – comum asa oliva de Hewitson, nessaea do norte ou Aglaura oliva
- Nessaea batesii (C. & R. Felder, 1860) –  asa oliva de Bates
- Nessaea hewitsonii (Felder & Felder, 1859) – asa oliva de Hewitson
- Nessaea obrinus (Linnaeus, 1758) – asa oliva de obrina

## Galeria

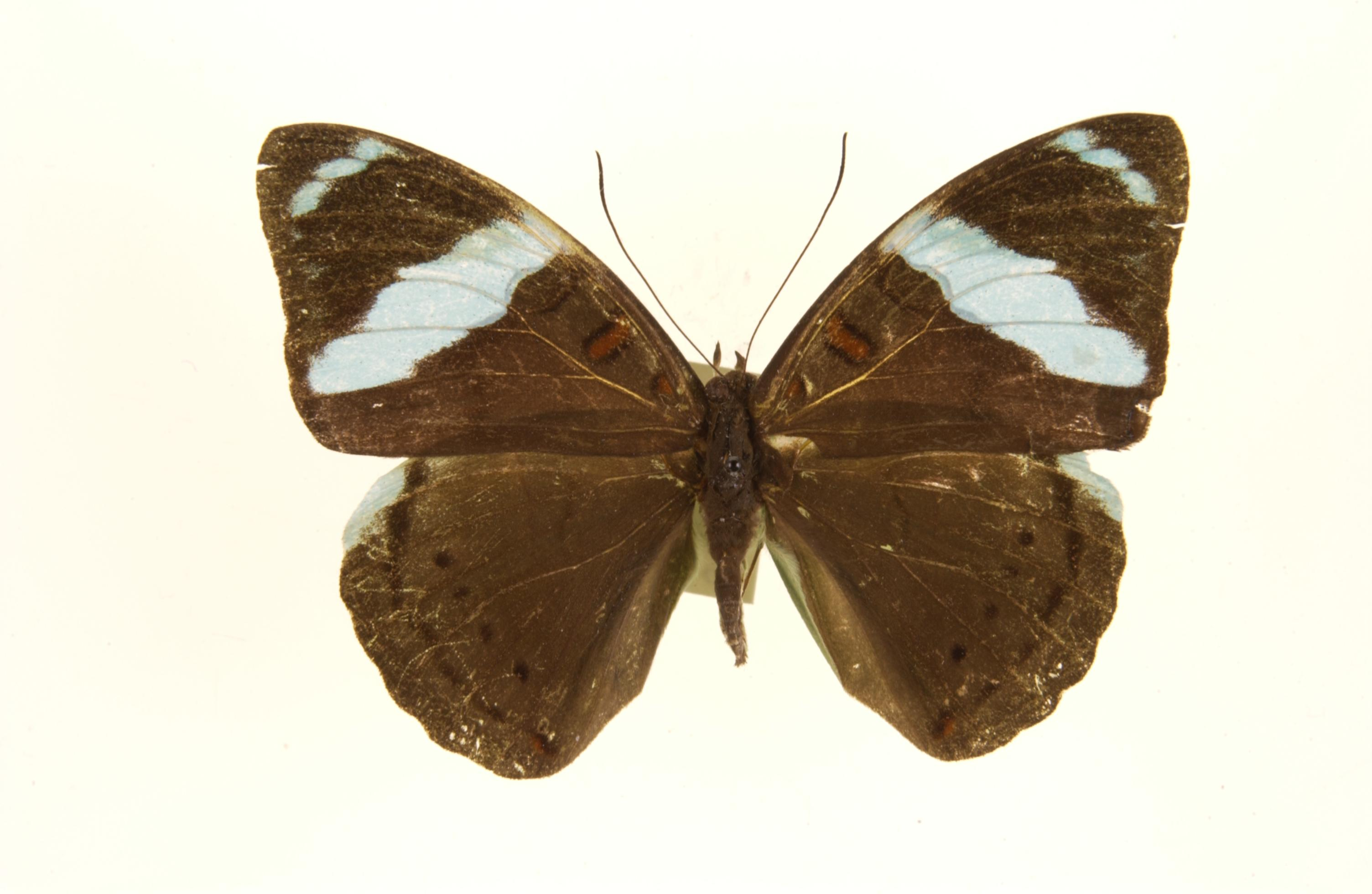
Nessaea aglaura
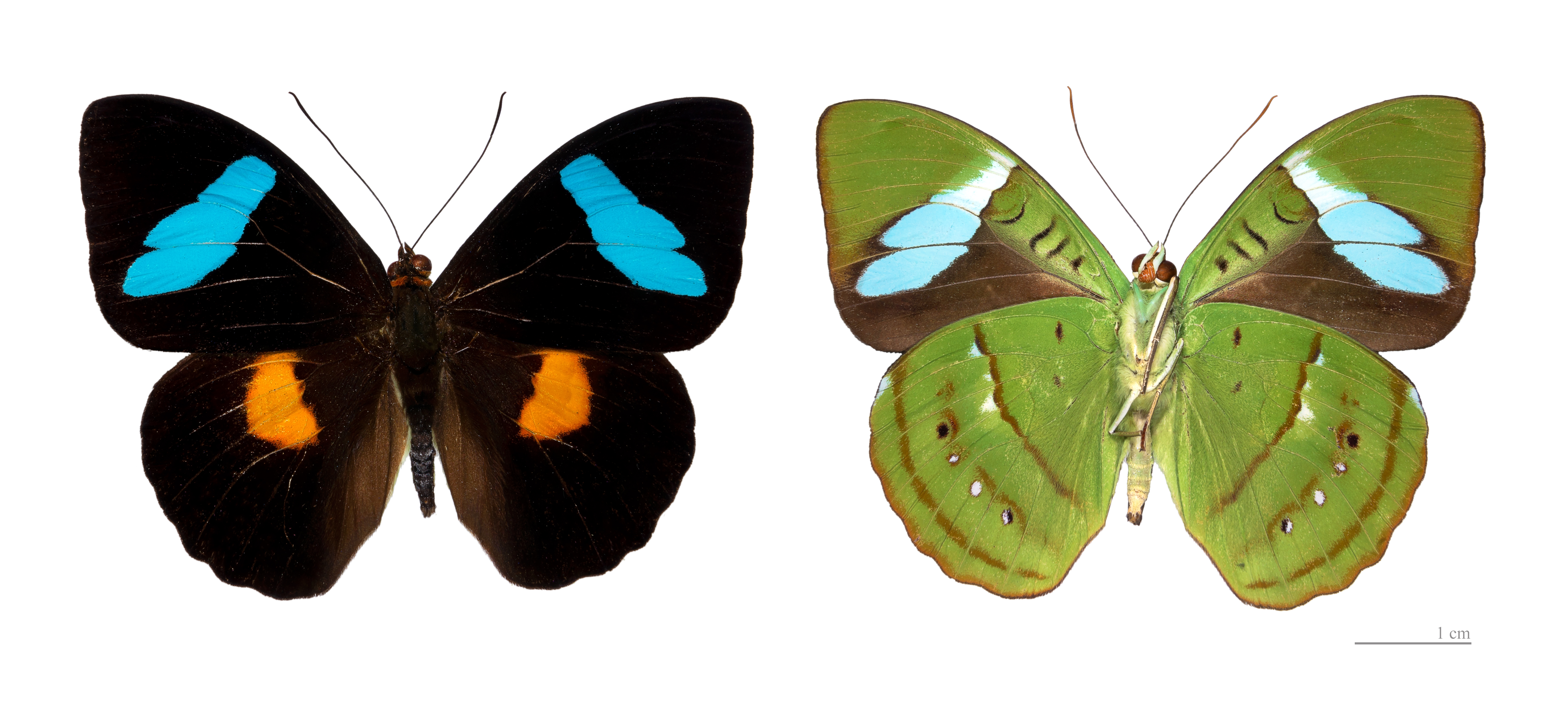
Nessaea batesii machos
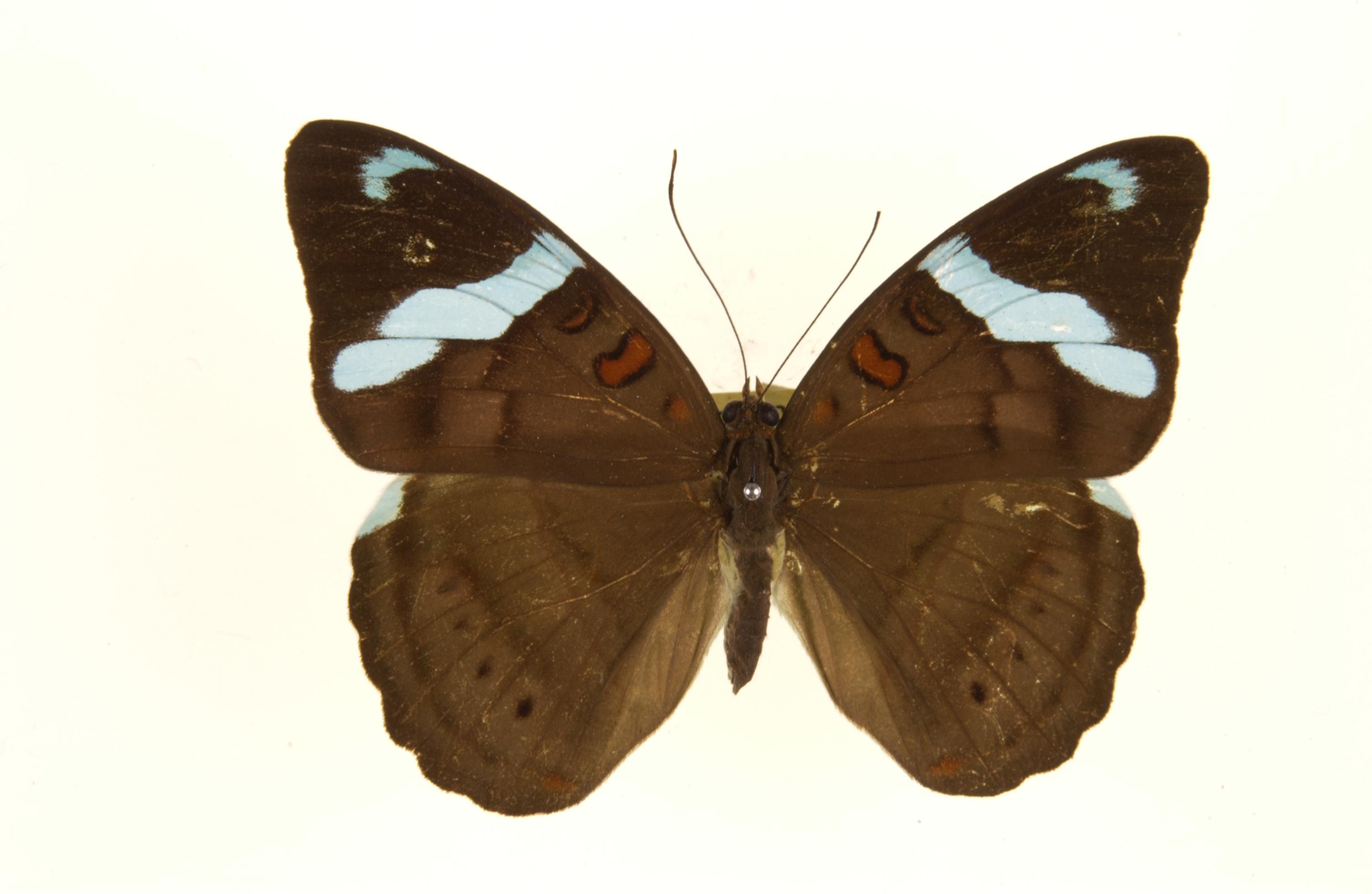
Nessaea obrinus fêmea - lado superior
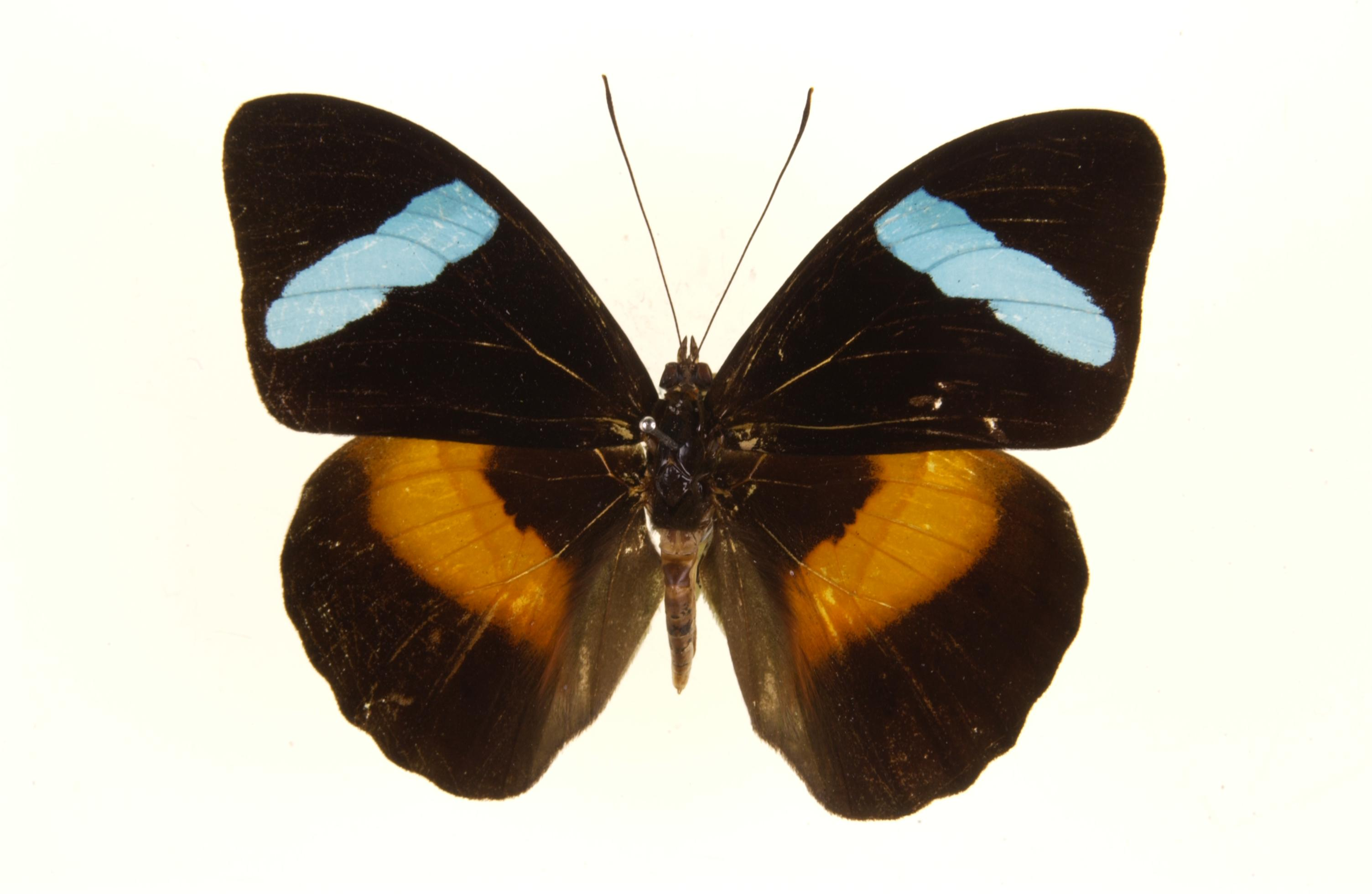
Nessaea obrinus macho - lado superior
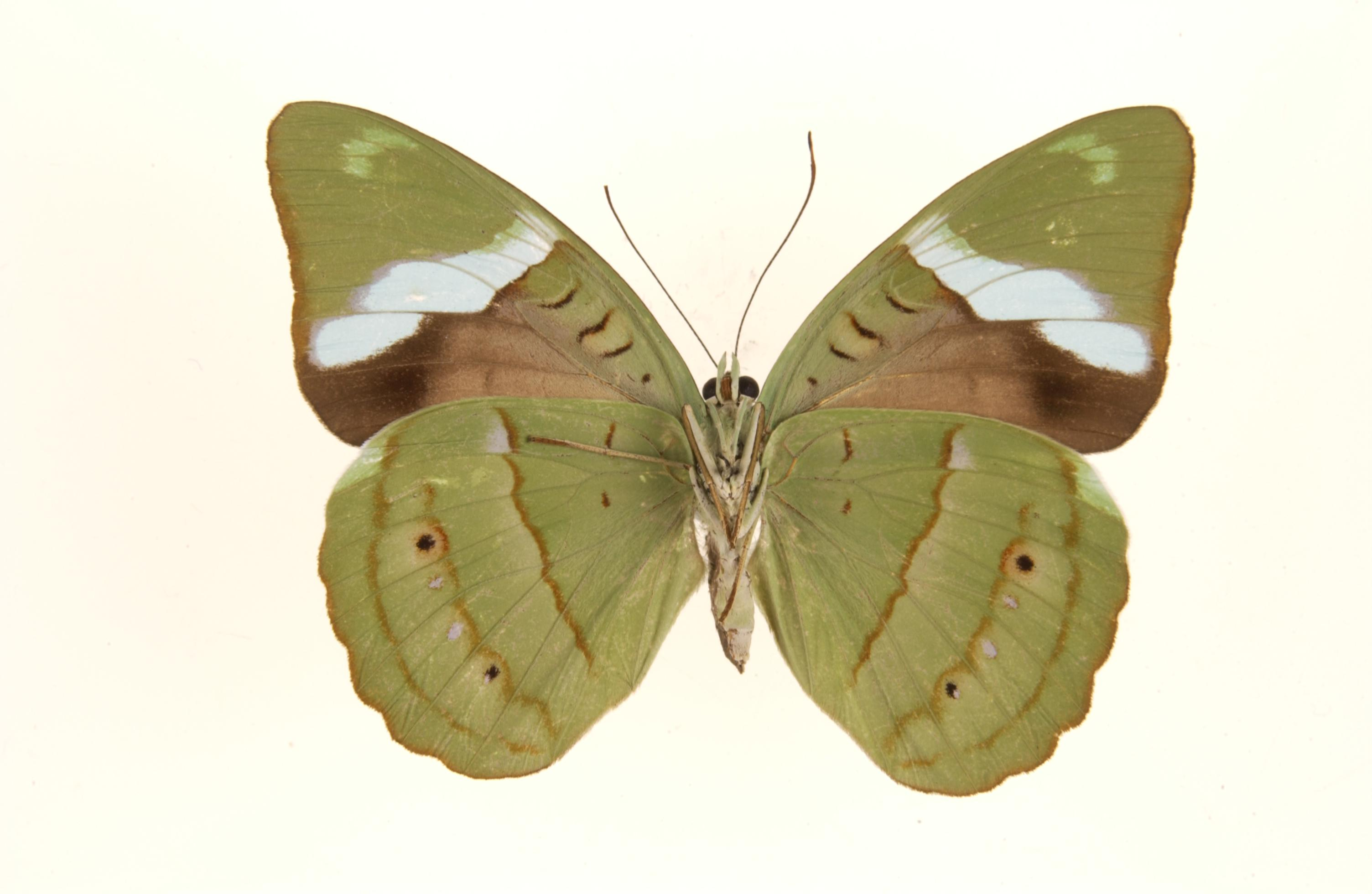
Nessaea obrinus - lado superior